# Павловский, Иван Францевич
Ива́н Фра́нцевич Павло́вский (9 [21] января 1851; село Боброво, Калужская губерния, Российская империя — 14 мая 1922; Полтава, Украинская ССР) — историк, архивовед и педагог. Действительный статский советник (с 1909).

## Биография
Родился 9 (21) января 1851 года в селе Боброво Калужской губернии в семье мелких служащих.  
Окончил Полтавскую гимназию в 1870 году и Киевский университет по историко-филологическому факультету со степенью кандидата в 1874 году. 16 августа того же года поступил в Петровский Полтавский кадетский корпус преподавателем, где и прослужил до 15 августа 1913 года, когда оставил службу.
Занимался изучением документов по истории России и переводами иностранных сочинений о ней. В 1879 году опубликовал в Санкт-Петербурге в журнале «Историческая библиотека» первый русский перевод описания путешествия английского посла Чарльза Говарда Карлайла ко двору царя Алексея Михайловича в 1663—1664 годах.
В 1895 году в своей статье, опубликованной в «Историческом вестнике» проектировал организовать музей Полтавской битвы к предстоящему двухсотлетнему юбилею. Благодаря просвещённому сочувствию бывшего Полтавского иерарха, епископа Иоанна, под руководством его же, был им организован музей. В нём были до 400 номеров (картины, фотографические снимки, модели, оружие, знамёна, медали и др.).
С 26 июня по 18 июля 1908 года находился в командировке в Санкт-Петербурге, где 9 июля был представлен императору Николаю II и поднёс ему свой литературный труд «Битва под Полтавой 27 июня 1709 г. и её памятники».
С 27 июня 1909 года состоял заведующим музеем Полтавской баталии. Немало потрудились над сооружением здания музея бывший настоятель храма на Шведской могиле, протоиерей Л. А. Дьятолович, впоследствии законоучитель Миргородской мужской гимназии, а пристройки по бокам сооружены трудом священника А. М. Заборского, преемника протоиерея Л. Дьятоловича по заведованию «Шведской могилой».
27 июня 1909 года, за отличие по службе, произведён в действительные статские советники. 22 ноября 1909 года вышел в отставку, с мундиром и пенсией. В течение почти четырёх лет оставался при кадетском корпусе приватным преподавателем. В 1910 году, по ходатайству преосвященного Иоанна, ему ассигнована была сумма на сооружение по бокам двух помещений, где хранились венки, возложенные во время торжеств на «Шведскую могилу», «памятник Славы» и «памятник Келену». С 16 августа 1913 года прекратил вести уроки окончательно. Сослуживцы поднесли ему памятный подарок и устроили в честь него банкет. Выступал организатором и участником народных чтений и воскресных школ на Полтавщине.
Член Полтавского церковного историко-археологического комитета. Действительный член Таврической губернской учёной архивной комиссии (с 1915). Участник обсуждения правительственного проекта правил охраны памятников и древностей. Участвовал в съезде представителей учёных архивных комиссий 6—7 мая 1914 года в Санкт-Петербурге. Поддерживал активные отношения с Вадимом Львовичем Модзалевским. Во время Октябрьской революции и после неё выступал за сохранение архива Полтавского губернского правления.
Умер 14 мая 1922 года в Полтаве. Его могила не сохранилась.
Был женат, имел 5 детей.
Из воспоминаний Павла Фёдоровича Волошина-Петриченко:

«Иван Францевич Павловский, историк, автор исторических исследований, гласный думы, мужчина большого роста, говорит басом, имеет собственный домик в Кабещанах — предместье Полтавы. Женат, имеет четырёх детей, все девочки и все хорошенькие. Криклив, но добр до неприличия. Распустил кадет до предела. Прозвища: Солон, Биндюжник, Кабещанец.»

Но он же отзывается о нём:

«Милейший Иван Францевич.»

## Награды
- Орден Святого Станислава 3-й степени (1879)
- Орден Святой Анны 3-й степени (1883)
- Орден Святого Станислава 2-й степени (1887)
- Орден Святой Анны 2-й степени (1891)
- Орден Святого Владимира 4-й степени (1895)

## Труды
- Акт в Полтавском народном училище 27 июня 1803 г. // Киевская старина, т. LXXV, 1901, ноябрь, с. 73—74 (Документы, известия и заметки)
- Взносы приказов общественного призрения на Полтавский институт благородных девиц // Україна, т. IV, 1907, ноябрь-декабрь, с. 278 (Документы, известия и заметки)
- Вызов полтавских помещиков для управления конфискованными имениями в Волынской губернии // Киевская старина, т. XCIII, 1906, июль-август, с. 79—80 (Документы, известия и заметки)
- Города Ромны, Гадяч, Миргород и их уезды сто лет назад // «Киевская старина», т. LXXVIII, 1902, июль—август, с. 6—12 (Документы, известия и заметки)
- Декабрист Яков Драгоманов // Україна. — 1907, 5, 218—220
- Дела о государственной измене и нарушении общего спокойствия, производившиеся в Малороссии в 1807 г. // Киевская старина, т. LXXXIII, 1903, декабрь, с. 136—138 (Документы, известия и заметки)
- Детский приют в Полтаве наподобие нынешних «яслей» // Киевская старина, т. LXXVIII, 1902, декабрь, с. 145—147 (Документы, известия и заметки)
- Договор между мещанами о добровольном поступлении в рекруты за плату // Киевская старина, т. XCIII, 1906, май—июнь, с. 21 (Документы, известия и заметки)
- Донесение Петра Полторацкого кн. Репнину о грабеже имений Муравьёва-Апостола // Киевская старина, т. XCIII, 1906, июль—август, с. 80—81 (Документы, известия и заметки)
- Жалоба еврейского раввина в думу о несоблюдении евреями обрядов // Киевская старина, т. XCIII, 1906, май—июнь, с. 20 (Документы, известия и заметки)
- Жалоба титулярного советника Бровка об отказе наградить его орденом Владимира 4 ст. // Киевская старина, т. XCIII, 1906, июль—август, с. 81 (Документы, известия и заметки)
- Заботы кн. Репнина о Полтавском театре и о выкупе артиста Щепкина // Киевская старина. 1904, 10, с. 217—226
- Заботы князя Куракина об устройстве запасных хлебных магазинов // Киевская старина, т. LXXVIII, 1902, сентябрь, с. 105—107 (Документы, известия и заметки)
- Злоупотребление при перемене ассигнаций в 1819 г. // «Киевская старина», т. LXXXV, 1904, апрель, с. 6 (Документы, известия и заметки)
- И. П. Котляревский в роли церемониймейстера // Киевская старина, т. LXXX, 1903, март, с. 139 (Документы, известия и заметки)
- Из былого. Том ІІ. От Гетмана до Директории Часть 1. Гетьман. Андриевский Виктор. — Издательство «Украинское Слово», Берлин, 1923.
- Историческая могила // Исторический вестник. — 1901. — № 85, с. 267—269
- Исторический очерк Петровского Полтавского кадетского корпуса (1). — Полтава. 1890
- Исторический очерк Петровского Полтавского кадетского корпуса (2). — Полтава. 1890. Список кадетам, окончившим курс Петровско-Полтавского кадетского корпуса и Петровско-Полтавской военной гимназии (1845—1850)
- Исторический очерк Петровского Полтавского кадетского корпуса (3). — Полтава. 1890. Список кадетам, окончившим курс Петровско-Полтавского кадетского корпуса и Петровско-Полтавской военной гимназии (1851—1856)
- Исторический очерк Петровского Полтавского кадетского корпуса (4). — Полтава. 1890. Список кадетам, окончившим курс Петровско-Полтавского кадетского корпуса и Петровско-Полтавской военной гимназии (1859—1863)
- Исторический очерк Петровского Полтавского кадетского корпуса (5). — Полтава. 1890. Список кадетам, окончившим курс Петровско-Полтавского кадетского корпуса и Петровско-Полтавской военной гимназии (1864—1869)
- Исторический очерк Петровского Полтавского кадетского корпуса (6). — Полтава. 1890. Список кадетам, окончившим курс Петровско-Полтавского кадетского корпуса и Петровско-Полтавской военной гимназии (1870—1875)
- Исторический очерк Петровского Полтавского кадетского корпуса (7). — Полтава. 1890. Список кадетам, окончившим курс Петровско-Полтавского кадетского корпуса и Петровско-Полтавской военной гимназии (1876—1881)
- Исторический очерк Петровского Полтавского кадетского корпуса (8). — Полтава. 1890. Список кадетам, окончившим курс Петровско-Полтавского кадетского корпуса и Петровско-Полтавской военной гимназии (1882—1885)
- Исторический очерк Петровского Полтавского кадетского корпуса (9). — Полтава. 1890. Список кадетам, окончившим курс Петровско-Полтавского кадетского корпуса и Петровско-Полтавской военной гимназии (1886—1890)
- Исторический очерк Петровского Полтавского кадетского корпуса (10). — Полтава. 1890. Список бывших служащих в Петровско-Полтавском кадетском корпусе
- Исторический очерк Петровского Полтавского кадетского корпуса (указатель). — Полтава. 1890. Именной указатель
- К биографии И. П. Котляревского // Киевская старина, т. XCI, 1905, ноябрь—декабрь, с. 65—66 (Документы, известия и заметки)
- К биографии И. П. Котляревского // Киевская старина, т. XCIII, 1906, июль—август, стр. 78—79 (Документы, известия и заметки)
- К биографии композитора Д. Бортнянского // Русская старина, 1911, декабрь, с. 690—691
- К биографии Котляревского  // Киевская старина. — 1905, 10, 1—10
- К биографии художника Д. Г. Левицкого // Русская старина, 1911, ноябрь, с. 282
- К истории еврейских земледельческих колоний в половине ХІХ ст. // Киевская старина. — 1906, 11—12, 589—597
- К истории Кирилло-Мефодиевского общества // Русская старина. — 1911. — № 12 — С. 697—699
- К истории коннозаводства в Полтавской губернии в прошлом столетии // Киевская старина, т. LXXXVI, 1904, июль—август, с. 20—22 (Документы, известия и заметки)
- К истории полтавского дворянства (1802—1902). Том I. — Полтава. Электрическая типо-литография Торгового Дома И. Фришберг и С. Зорохович. 1907.
- К истории полтавского дворянства (1802—1902). Том II. — Полтава. Электрическая типо-литография Торгового Дома И. Фришберг и С. Зорохович. 1907.
- К истории полтавского ополчения 1812 года // Киевская старина, т. LXXXIV, 1904 г., март, с. 110—111 (Документы, известия и заметки)
- К истории почт в Малороссии // Киевская старина, т. LXXXVI, 1904 г., июль—август, с. 19—20 (Документы, известия и заметки)
- К истории шведской могилы: Пожертвование И. С. Судиенка и его духовное завещание // Русская старина. — 1904. — Т. CXIX. — Июль. — С. 229—239
- Кадетские корпуса Российской империи в XIX — начала XX столетия: Очерк традиций и быта — Пикуль Ю. Н. // Вестник Харковского национального университета им. В. Н. Каразина. № 762. История. Выпуск 39. Харков. 2007.
- Комитет о земских повинностях // Україна, т. IV, 1907, ноябрь—декабрь, с. 275—278 (Документы, известия и заметки)
- Краткий биографический словарь учёных и писателей Полтавской губернии с половины 18 в. — Составлен И. Ф. Павловским и издан Полтавской губернской учёной архивной комиссией в 1912 г.
- Краткий биографический словарь ученых и писателей Полтавской губернии с половины XVIII века. — Полтава. Типо-литография преемников Дохмана. 1912
- Кременчуг сто лет назад // Киевская старина, т. LXXVII, 1902, июнь, стр. 165—167 (Документы, известия и заметки)
- Малороссийское казачье ополчение в 1812 году по архивным данным // Киевская старина. — 1906, № 9, 1—20; № 10, 137—154
- Математик М. В. Остроградский под надзором полиции // Киевская старина, т. LXXXVII, 1904, ноябрь, с. 45—46 (Документы, известия и заметки)
- Материалы к истории Петровского Полтавского кадетского корпуса с 1-го октября 1903 г. по 1-е октября 1904 г. Год первый. Собрал полковник А. Д. Ромашкевич. — Полтава. 1904.
- Материалы к истории Петровского Полтавского кадетского корпуса с 1-го октября 1904 г. по 1-е октября 1905 г. Год второй. Собрал полковник А. Д. Ромашкевич. — Полтава. 1905.
- Материалы к истории Петровского Полтавского кадетского корпуса с 1-го октября 1905 г. по 1-е октября 1906 г. Год третий. Собрал полковник А. Д. Ромашкевич. — Полтава. 1906.
- Материалы к истории Петровского Полтавского кадетского корпуса с 1-го октября 1906 г. по 1-е октября 1907 г. Год четвертый. Собрал полковник А. Д. Ромашкевич. — Полтава. 1907
- Материалы к истории Петровского Полтавского кадетского корпуса с 1-го октября 1907 г. по 1-е октября 1908 г. Год пятый. Собрал полковник А. Д. Ромашкевич. — Полтава. 1908
- Материалы к истории Петровского Полтавского кадетского корпуса с 1-го октября 1908 г. по 1-е октября 1909 г. Год шестой. Собрал полковник А. Д. Ромашкевич. — Полтава. 1909.
- Материалы к истории Петровского Полтавского кадетского корпуса с 1-го октября 1909 г. по 1-е октября 1910 г. Год седьмой. Собрал полковник А. Д. Ромашкевич. — Полтава. 1910.
- Материалы к истории Петровского Полтавского кадетского корпуса с 1-го октября 1910 г. по 1-е октября 1911 г. Год восьмой. Собрал полковник А. Д. Ромашкевич. — Полтава. 1911.
- Материалы к истории Петровского Полтавского кадетского корпуса с 1-го октября 1911 г. по 1-е октября 1912 г. Год девятый. Собрал полковник А. Д. Ромашкевич. — Полтава. 1912.
- Несостоявшийся проект в 1805 г. о назначении жалованья городскому духовенству в Малороссии // Киевская старина т. LXXV, 1901, октябрь, с. 1—4 (Документы, известия и заметки).
- Несостоявшийся проект учреждения в Кременчуге дворянского пансиона в 1809 г. // Киевская старина, т. LXXXV, 1904, апрель, с. 3—6 (Документы, известия и заметки)
- О декабристах Вегелине и Игельстроме // Русская старина, 1911, декабрь, с. 670
- О землетрясении в Черниговской и Полтавской губерниях в 1838 г. // Киевская старина, т. XC, 1905, июль—август, с. 44—46 (Документы, известия и заметки)
- О камне, во время громового удара с высоты упавшем // Киевская старина, т. LXXXIV, 1904, февраль, с. 64 (Документы, известия и заметки)
- О минеральных водах, открытых в Константиноградском повете // Киевская старина, т. LXXV, 1901, октябрь, с. 4—7 (Документы, известия и заметки)
- О поселении малороссиян в Крыму, близ Феодосии // Киевская старина, т. LXXVI, 1902, январь, с. 7—8 (Документы, известия и заметки)
- О привитии оспы в Полтавской губернии в начале XIX столетия // Киевская старина, т. LXXVIII, 1902, сентябрь, с. 104—105 (Документы, известия и заметки)
- О приглашении на службу в Грузию чиновников из Малороссии // Киевская старина, т. LXXXV, 1904, май, с. 58—60 (Документы, известия и заметки)
- О ценах в Малороссии на жизненные припасы в конце XVIII и в начале XIX столетий // Киевская старина, т. LXXVIII, 1902, сентябрь, с. 103—104 (Документы, известия и заметки)
- О ценах на хлеб, мясо, ягоды, воск и мёд в Полтавской губернии сто лет тому назад // Киевская старина, т. LXXXV, 1904, июнь, с. 119—120 (Документы, известия и заметки)
- О цене за ревизскую душу в 1827 г. в Малороссии // Русская старина, 1911, ноябрь, с. 270.
- О шелковичном заводе и казенном саде в Константиноградском уезде в 1800—1805 гг. // Киевская старина, т. LXXV, 1901, ноябрь, с. 71—73 (Документы, известия и заметки)
- Об иллюстрациях Полтавской битвы // Киевская старина, т. LXXV, 1901, декабрь, с. 162—166 (Документы, известия и заметки)
- Об открытии в Малороссии торфа, каменного угля, мергеля и алебастра // Киевская старина, т. LXXV, 1901, декабрь, с. 166—171 (Документы, известия и заметки)
- Об открытии ртутной руды // Киевская старина, т. LXXV, 1901, октябрь, с. 4 (Документы, известия и заметки).
- Об устройстве в Полтаве заведения для спасения утопающих // «Киевская старина», т. LXXX, 1903, январь, с. 7—9 (Документы, известия и заметки)
- Об учреждении фельдшерской школы в Полтаве // Киевская старина, т. LXXVIII, 1902, декабрь, с. 144—145 (Документы, известия и заметки)
- Описание архивов Полтавской губернии // Издание Полтавской учёной архивной комиссии. — Полтава: Электрическая Типография Г. И. Маркевича, 1915. — XVI + 62 с.
- Осип Максимович Бодянский в его дневнике 1849—1850 г.г.  // Русская старина. — 1888. т. LX, ноябрь, с. 395—416; 1889. т. LXIV, октябрь, с. 123—141.
- Отказ губернатора принять в подарок кубок от харьковского дворянства // Киевская старина, т. XCIII, 1906, июль—август, с. 82 (Документы, известия и заметки)
- Первое дворянское собрание // Киевская старина, т. LXXV, 1901, ноябрь, с. 69—71 (Документы, известия и заметки)
- Первое дополнение к «Краткому биографическому словарю ученых и писателей Полтавской губернии с половины XVIII века». — Полтава. Т-во Печатного Дела, 1913.
- Переяславль, Константиноград, Пирятин, Золотоноша и их поветы сто лет назад // Киевская старина, т. LXXVIII, 1902, октябрь, с. 9—12 (Документы, известия и заметки)
- Петровский Полтавский корпус. К истории этого корпуса // Русская старина. — 1886. — Т. LII. — Сентябрь. — С. 717—723.
- Полтава в XIX столетии // Киевская старина. 1905, № 11—12, 228—342
- Полтава в начале XIX века // Киевская старина. −1902. — № 7 — 8. — С. 111—164; № 9. — С. 293—318
- Полтава. Исторический очерк Полтава: Исторический очерк. Авторский коллектив. Полтава: Полтавский литератор, — 280 с, ил. + 24 с. вкл.
- Полтава. Исторический очерк её, как губернского города в эпоху управления генерал-губернаторами (1802—1856) // Полтава. Электрическая типо-литография Т-ва быв. «И. А. Дохман»
- Полтавская битва 27 июня 1709 года. — Полтава, 1908
- Полтавская битва и её памятники. — Полтава: Типография Губернского правления. 1895. — 130 + 25 + IV с. (в соавторстве с В. М. Старковским)
- Полтавский уезд сто лет назад // Киевская старина, т. LXXXVII, 1904, декабрь, с. 45—46 (Документы, известия и заметки)
- Полтавское историческое наследие — серия книг
- Полтавцы: Иерархи, государственные и общественные деятели и благотворители // Полтава: Т-во Печатн. Дела (тип. бывш. Дохмана), 1914
- Потомок Семёна Палия на службе в полтавском депутатском собрании // Киевская старина, т. LXXXI, 1903, июнь, с. 166—168 (Документы, известия и заметки)
- Православный священник, бежавший к старообрядцам // Киевская старина, т. LXXXIV, 1904 г., февраль, с. 53—55 (Документы, известия и заметки)
- Предсказание кобелякского дворянина о дороговизне хлеба [Передбачення Кобеляцького дворянина про дорожнечу хліба] — Павловский И. Ф.
- Прилука, Лубны и Кобеляки и их поветы сто лет назад // Киевская старина, т. LXXVIII, 1902, сентябрь, с. 99—103 (Документы, известия и заметки)
- Приходские школы в Малороссии и причины их уничтожения // Киевская старина. — 1904, № 1, 1—40
- Проект основания в Лубнах скотоврачебной лечебницы // Киевская старина, т. LXXX, 1903, январь, с. 9—10 (Документы, известия и заметки)
- Просьба подполковника Пугачевского о перемене его фамилии // Киевская старина, т. LXXXIV, 1904 г., январь, с. 1—2 (Документы, известия и заметки)
- Ремесленное училище в Чернигове, учрежденное сто лет назад // Киевская старина. — 1904, № 2, 157—168.
- Систематический указатель журнала «Киевская старина». — Издание Полтавской учёной архивнойкомиссии; Сост. Членами комиссии И. Ф. Павловским, В. А. Щепотьевым, А. А. Явойским и студентом Киевского ун-та Б. Д. Чигринцевым. — Полтава: Электрич. Типогр. Г. И. Маркевича, 1911. — 3 с. ненум. + 219 с.
- Современная переписка о землетрясении в Малороссии 14 окт. 1802 г. // Киевская старина, т. LXXXIV, 1904, январь, с. 2—3 (Документы, известия и заметки)
- Статистика врачей в Полтавской губернии в 1804 году // Киевская старина, т. LXXVII, 1902, июнь, с. 168 (Документы, известия и заметки)
- Стихотворец-попрошайка Арапос // Україна. — 1907, № 5, 221—223
- Труды Полтавской ученой архивной комиссии. Полтава, 1905—1917
- Участие Котляревского в формировании малороссийских казачьих полков в 1812 г. // Киевская старина. — 1905, № 6, с. 309—320.
- Ходатайство о бедной вдове Василевской, родственнице св. Феодосия Угличского // Киевская старина, т. LXXXV, 1904, май, с. 60—61 (Документы, известия и заметки)
- Хорол, Лохвица, Зеньков и их поветы сто лет назад // Киевская старина, т. LXXVIII, 1902, ноябрь, с. 83—86 (Документы, известия и заметки)
- Частные пожертвования черниговских дворян на организацию милиции в 1806 году // Киевская старина, т. LXXXIV, 1904, февраль, с. 65 (Документы, известия и заметки)
- Школа чистописцев, существовавшая в Полтаве // Киевская старина, т. LXXXI, 1903, май, с. 93—94 (Документы, известия и заметки)